# Saint-Paul-sur-Isère
Saint-Paul-sur-Isère là một xã thuộc tỉnh Savoie trong vùng Auvergne-Rhône-Alpes ở đông nam nước Pháp.